# 野田村 (高知県)
野田村（のだむら）は、高知県長岡郡にあった村。現在の南国市上野田・下野田・西野田町にあたる。

## 歴史
- 1889年（明治22年）4月1日 - 町村制の施行により、近世以来の野田村が単独で自治体を形成。大字は設置せず。
- 1889年（明治22年）4月1日 - 大字上野田・下野田を設置。
- 1959年（昭和34年）10月1日 - 後免町・香長村・岡豊村・香美郡岩村と合併して南国市が発足。同日野田村廃止。

## 交通

### 鉄道路線
現在は旧村域を土佐くろしお鉄道阿佐線（ごめん・なはり線）が通過するが、当時は未開業。